# Гис, Герд
Герд Гис (нем. Gerd Gies; род. 24 мая 1943, Штендаль, Саксония-Анхальт) — германский государственный и политический деятель. Член Христианско-демократического союза Германии.

## Биография
28 октября 1990 года занял должность премьер-министра земли Саксония-Анхальт, после объединения Германии. Занимал должность до 4 июля 1991 года, когда был вынужден уйти в отставку после того, как ему предъявили обвинения в сотрудничестве со Штази. Следующим премьер-министром Саксонии-Анхальт стал Вернер Мюнх. Герд Гис оставался депутатом ландтага Саксонии-Анхальт до 1998 года. Затем работал в энергетической отрасли и входил в состав правления компании Electrabel.